# Gone (álbum)
Gone es un álbum del cantante Bill Medley lanzado en noviembre de 1970. Es el cuarto trabajo en solitario después de su separación en The Righteous Brothers y el último por MGM Records. Fue grabado en Los Ángeles bajo la producción de Phil Spector.

## Canciones
- Nobody Knows
- Let It Be
- See That Girl
- Gone
- Bridge Over Troubled Water
- This Is A Love Song
- Brown Eyed Woman
- There's A Spirit
- Go Away Now
- Something
- If This Was The Last Song
- Peace Brother Peace

- Datos: Q5480458